# Віреон плоскодзьобий
Віреон плоскодзьобий (Vireo nanus) — вид горобцеподібних птахів родини віреонових (Vireonidae).

## Поширення
Вид поширений на острові Гаїті, переважно вздовж північного та східного узбережжя та в долині Нейба, а також на острові Гонав. Його переважне місце проживання — тропічні та субтропічні сухі чагарники.